# Jan Swammerdam
Jan Swammerdam (1637-1680) là nhà sinh vật học người Hà Lan. Vào năm 1665, Swammerdam quan sát hồng cầu và giai đoạn phân chia hai tế bào của trứng ếch với chiếc kính hiển vi đơn giản của mình.